# Abdij van Cadouin

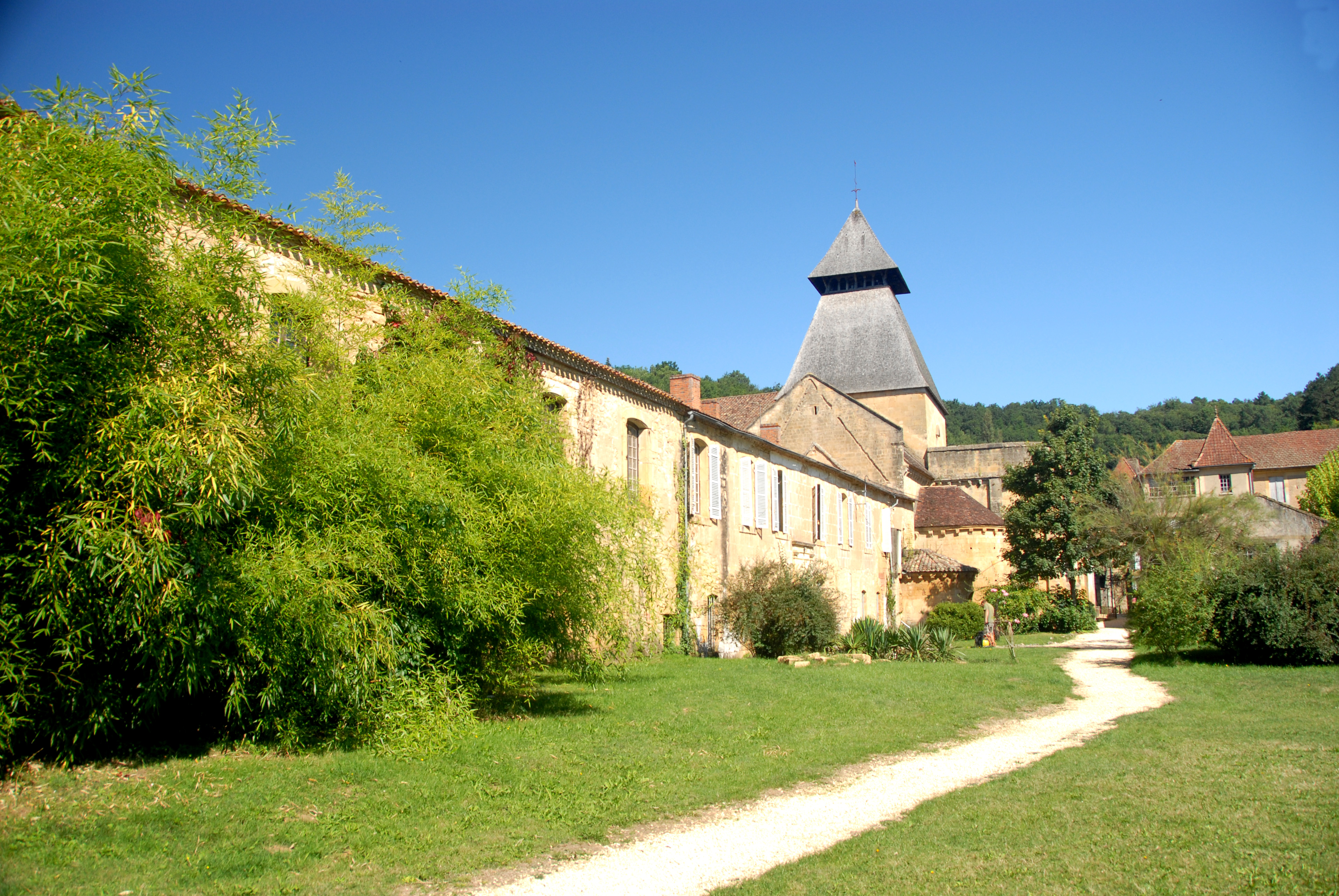
De abdij van Caldouin, gezien vanuit het zuidoosten.

De Abdij van Cadouin is een voormalige cisterciënzerabdij in Cadouin in het departement Dordogne in de regio Nouvelle-Aquitaine. De abdij ligt in een dal bij het Bois (woud) la Bessède, ongeveer 40 kilometer ten westen van Sarlat, ongeveer 40 kilometer ten oosten van Bergerac en ongeveer 5 kilometer van de rivier de Dordogne. Sinds 1998 staat de abdij geregistreerd als onderdeel van de pelgrimsroutes in Frankrijk naar Santiago de Compostella, die op de Werelderfgoedlijst van de UNESCO staan.

## Geschiedenis

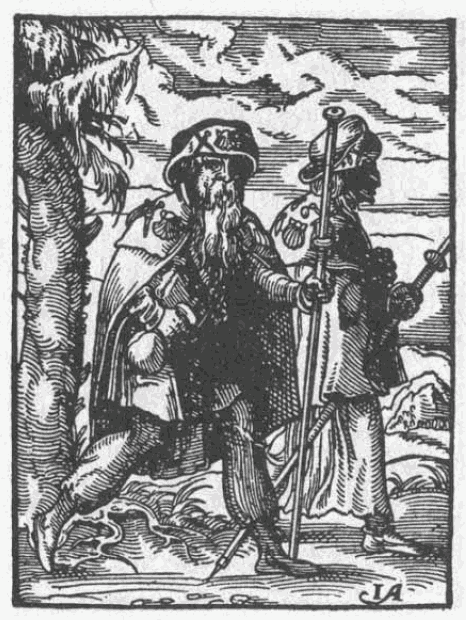
Pelgrims onderweg naar Santiago, lithografie uit 1568

De abdij van Cadouin werd in 1115 gesticht door Gerolt van Salles, een leerling van Robert van Arbrissel, de stichter van de Abdij van Fontevrault. In 1117 schonk Adhemar van Monteil, de bisschop van Puy, een lijkwade die Jezus' gezichtsafdruk zou bevatten aan de abdij. Het doek zou door een priester uit de regio vanuit Antiochië, een van de eerste christelijke bolwerken, naar Frankrijk zijn gebracht. Vanaf 1119 viel de abdij van Cadouin onder de Abdij van Pontigny, het tweede dochterklooster van de Abdij van Cîteaux, waardoor ze een cisterciënzerabdij werd. Twaalf monniken van de abdij van Citeaux kwamen naar Cadouin om zich in de abdij te vestigen. 
De lijkwade werd in de daarop volgende jaren het belangrijkste relikwie van de regio. Hoewel de cisterciënzers de gewoonte hadden om zich van dergelijke bedevaartstoeloop te distantiëren, was de abdij onder hun leiding acht eeuwen lang een belangrijk bedevaartsoord met veel aanzien en bezoekers, en hierdoor kwam ze tot grote rijkdom. Onder andere Lodewijk IX van Frankrijk, Richard I van Engeland en keizer Karel V kwamen naar Cadouin om de relikwie hun eer te bewijzen. 
De bouw van de abdij en de aansluiting bij de cisterciënzers vielen samen met de bloeitijd van de bedevaart naar Santiago de Compostela door christenen ten noorden van de Pyreneeën. In de eerste helft van de twaalfde eeuw trokken jaarlijks honderdduizenden pelgrims naar Santiago. Een van de vier hoofdroutes, de Via Lemovicensis, liep van Vezelay naar Ostabat en kruiste bij Sainte-Foy-la-Grande de Dordogne. Cadouin ligt daar ongeveer 50 kilometer van verwijderd. 
In de tweede helft van de twaalfde eeuw begon de machtsstrijd tussen Engeland en Frankrijk om Aquitanië. Als gevolg van de militaire conflicten namen de pelgrimsstroom en de welvaart die deze met zich meebracht af. De Engels-Franse oorlogen van de dertiende en veertiende eeuw maakten een einde aan de grote stroom pelgrims door Aquitanië. Pas in de twintigste eeuw zou de stroom weer middeleeuwse proporties bereiken.
In de Honderdjarige Oorlog (1339 tot 1459) werden de relikwieën van Cadouin naar Toulouse en later naar de zusterabdij Aubazine bij Corrèze verplaatst. Na het einde van de oorlog ontstond onenigheid tussen Cadouin en Aubazine om de teruggave van de lijkwade. Uiteindelijk kwam het relikwie door tussenkomst van de paus en koning Lodewijk XI terug naar Cadouin.
De in de oorlog door de Engelsen beschadigde gebouwen werden herbouwd. De kloostergang werd in de tweede helft van de vijftiende eeuw met financiële hulp van Lodewijk XI in laat-gotische stijl weer opgebouwd. Pas in de zestiende eeuw kreeg ze haar huidige uiterlijk, in de nieuwe bouwstijl van die tijd.
De abdij van Cadouin raakte in de daarop volgende eeuwen langzaam in onbruik. In 1789 waren slechts vier monniken overgebleven, die tijdens de Franse Revolutie werden verjaagd. De abdij werd door de revolutionairen geplunderd en de bibliotheek van de abdij werd op het dorpsplein verbrand. Burgemeester Pierre Bureau kocht het terrein op in 1792, waarmee hij de gebouwen van de sloop en verder verval redde.
In 1933 stelden onderzoekers aan de hand van Arabische tekens vast dat de lijkwade pas uit de elfde eeuw stamt. De bisschop van Périgeux verbood daarop verdere pelgrimages naar Cadouin. In 1982 kwamen andere onderzoekers tot een vergelijkbare datering van de reliekhouder, aan de hand van Koefische tekens. De datum van het doek zelf kon door deze groep niet nader bepaald worden.

## Architectuur

### Exterieur van de kerk

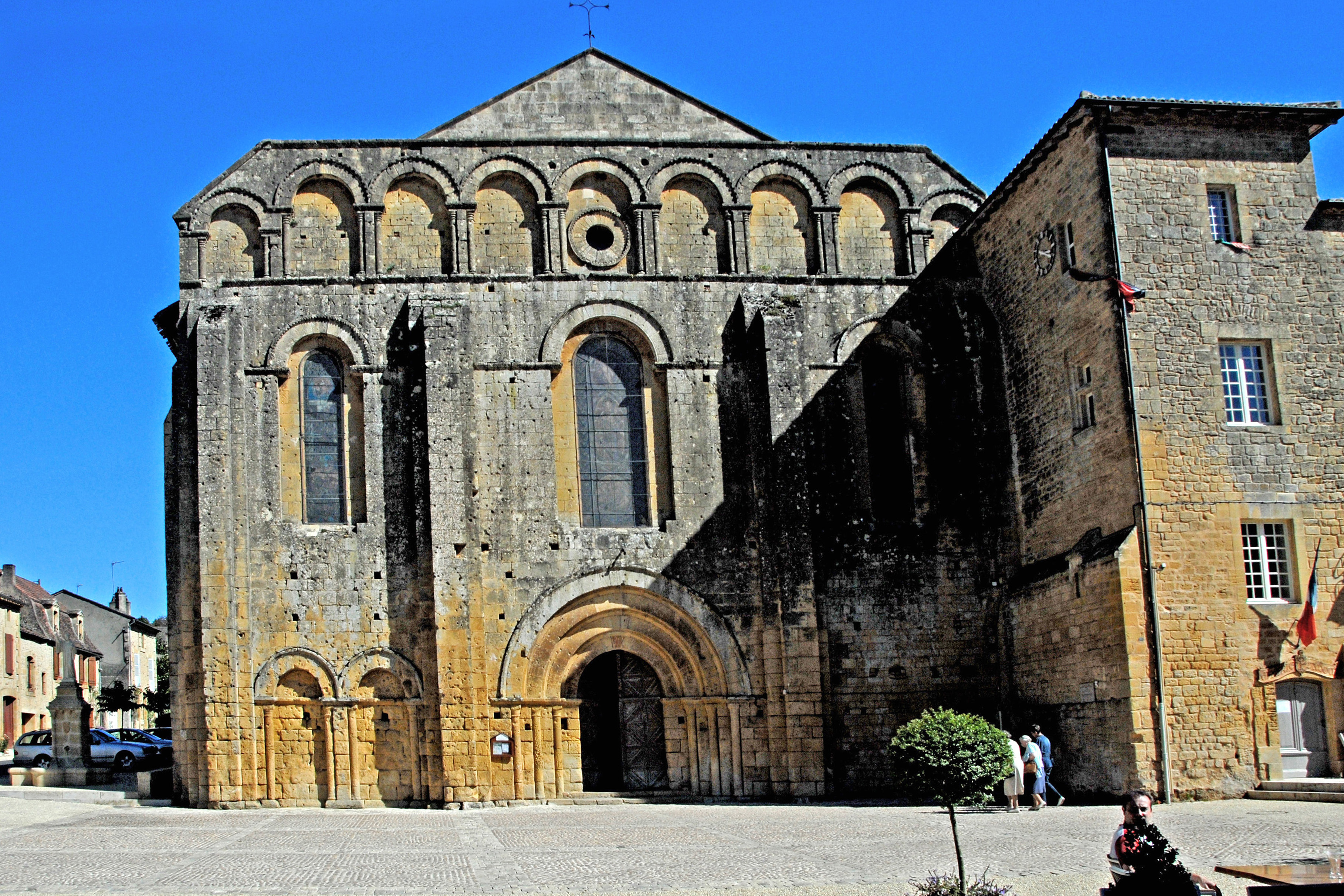
De voorgevel van de kloosterkerk.

De abdij bestaat uit een abdijkerk, waaraan aan de zuidkant de kruisgang en overige kloostergebouwen aangebouwd zijn.
Aangezien de bouw van de abdij op het moment van de aansluiting bij de cisterciënzers zich al in een vergevorderd stadium bevond, wijkt het in 1154 voltooide kerkgebouw af van de voorschriften van de cisterciënzers voor de kerkbouw. In plaats van een typische basiliek bouwde men een hallenkerk met een licht verhoogd middenschip en een vieringkoepel, zoals die in Poitou en Limousin op dat moment gangbaar waren. Door de evenwichtige proporties van het interieur en het geringe aantal decoratieve elementen komt de abdij niettemin dicht in de buurt van het cisterciënzer ideaal.
Het schip van de kerk heeft drie beuken met een gezamenlijk dak. De uiteinden van het transept steken slechts 1,60 meter buiten de muren van het schip uit. Precies boven de kruising van het schipt en het transept komen de gladde, dichte wanden van de vieringstoren omhoog, die tot vlak boven de nokken van de daken reiken. Daarbinnen bevindt zich de pendentiefkoepel van de viering. De tweedelige torenspits stamt niet uit de Romaanse periode.
De voorgevel van de kerk is beïnvloed door die uit de Saintonge, vooral wat betreft de horizontale en verticale driedeling. Horizontaal wordt de gevel door vier steunberen in drieën gedeeld. Het portaal, met een viertrappig archivolt, neemt bijna de gehele breedte van het middelste deel in beslag. De bovenkant van de boog bevat de inscriptie "PAX". Boven het portaal bevinden zich drie ramen, het middelste iets groter dan die aan de zijkanten. Daarboven bevindt zich een blinde arcade, met in het midden een oculus.

### Interieur van de kerk

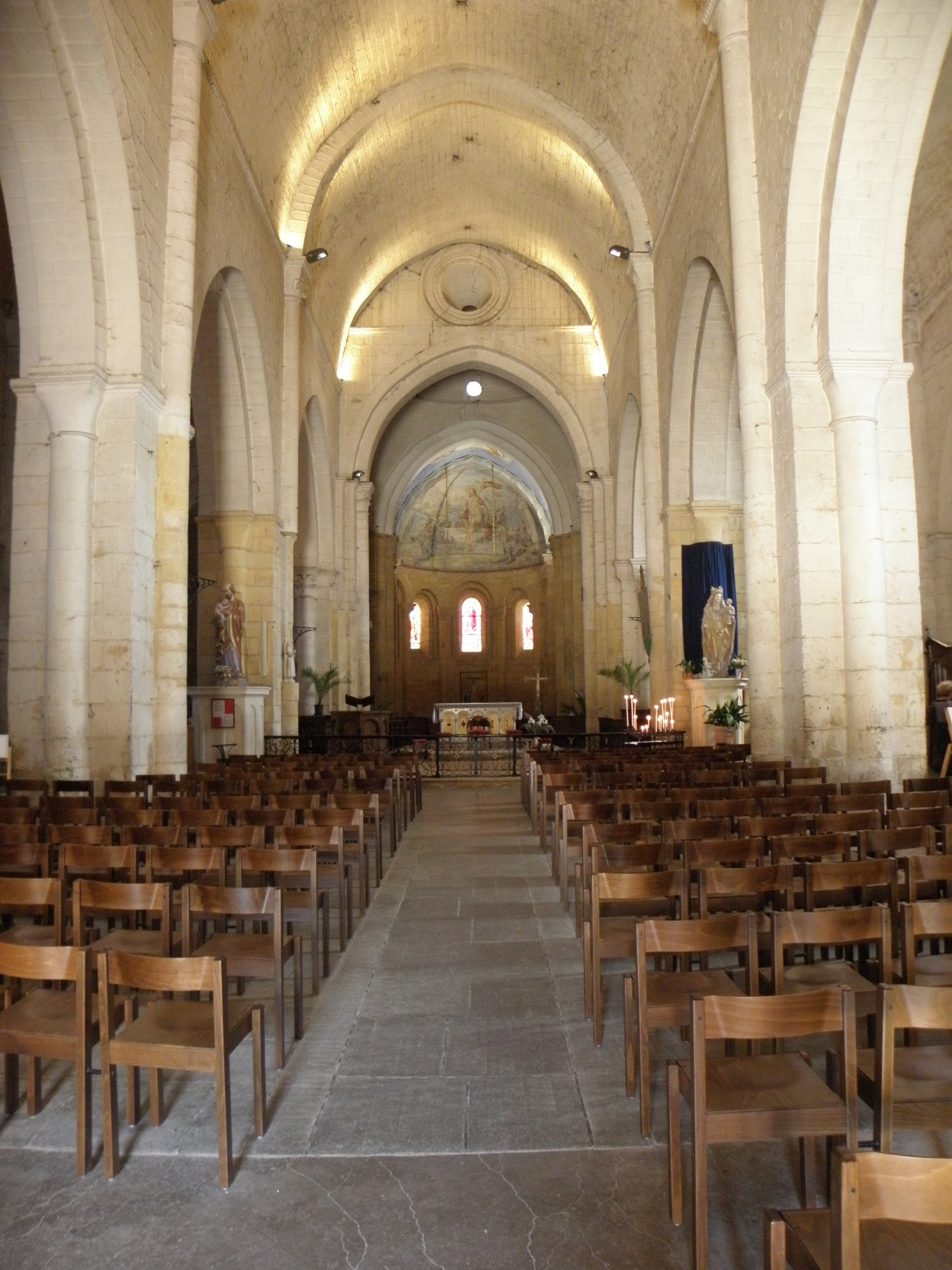
Interieur van de kerk

Het schip van de kerk is een hal met een licht verhoogd middenschip (een pseudo-basiliek). Het middenschip, de twee zijbeuken en de twee transeptarmen worden door een spitstongewelf overdekt. De kruising tussen het schip en het transept wordt door een grote koepel overdekt. 
Het koor bestaat uit een rechthoekige travee met een spitstongewelf en een halfronde apsis. De gewelven van het koor zijn kleurrijk beschilderd. Het gewelf van de koortravee laat een hemelsblauwe achtergrond zien met daarop een raster met fleur-de-lys. In het midden houden twee engelen een doek met het opschrift "IHS" vast. De koepel van de apsis toont een paradijselijke tuin met een levende Christus, die uit een stenen sarcofaag opstaat, steunend op een staf met aan het uiteinde een lazaruskruis en een wimpel. Om de kist heen liggen en zitten wachters, en aan beide uiteinden staat een engel.

### Kruisgang

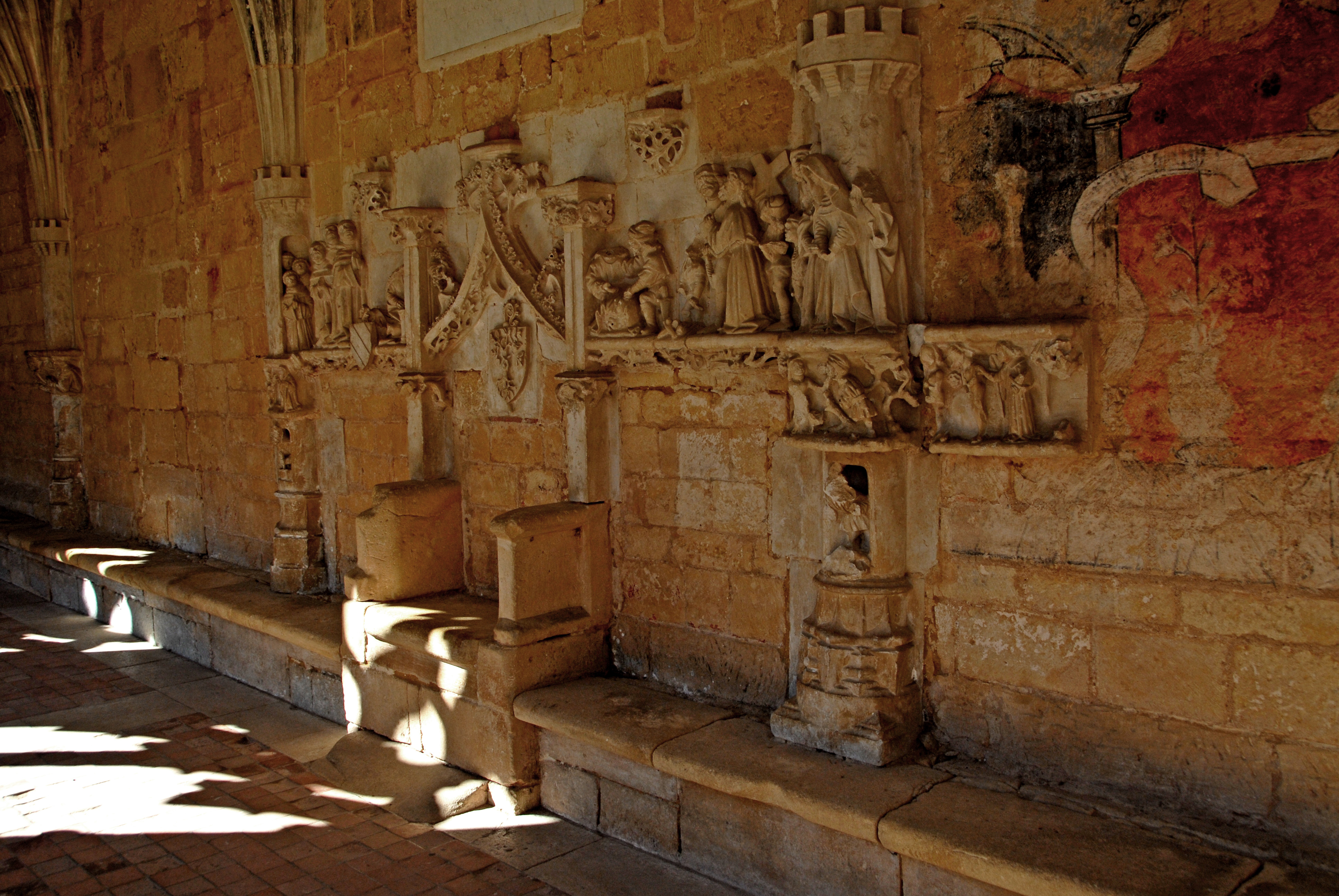
De stoel van de abt met reliëf erboven.

Na de beschadigingen in de Hugenotenoorlogen en de Franse Revolutie is de kruisgang van de abdij van Cadouin, met levendige en deels humoristische sculpturen uit de late gotiek, in de negentiende en twintigste eeuw gerestaureerd.
De rechthoekige tuin wordt omsloten door vier galerijen van één verdieping die door gewelven bedekt en met sculpturen uitgerust zijn. De noordelijke, oostelijke en zuidelijke galerij zijn in laatgotische stijl uitgevoerd; de westelijke galerij is daarentegen in renaissance-stijl uitgevoerd. 
In de noordelijke galerij, aan de buitenmuur van de kerk, bevinden zich een stoel voor de abt en zitplaatsen voor de monniken. Het zijn overblijfselen van de oorspronkelijk kruisgang. Boven de stoel van de abt bevindt zich een reliëf uit de vijftiende eeuw. In het bovenste deel bevond zich een calvarie, dat echter verloren is gegaan. Links trekt een processie van monniken naar de gekruisigde, aangevoerd door de abt. Iets meer naar rechts is een treurende Maria Magdalena afgebeeld. Aan de rechterkant dobbelen Romeinse soldaten om het gewaad van Christus. Van de talrijke fresco's op de muur zijn slechts fragmenten overgebleven.
In de oostelijke galerij bevinden zich vier vensters en een dubbele ingang naar de kapittelzaal.